# Le Pin (Isère)
Le Pin era una comuna francesa que estaba situada en el departamento de Isère, de la región de Auvernia-Ródano-Alpes que el 1 de enero de 2017 pasó a formar parte de la comuna nueva de Villages-du-Lac-de-Paladru como comuna delegada.

## Historia
Entre 1790 y 1794 pasó a formar parte de la comuna de Virieu y entre 1795 y 1800 fue reconstituida a partir de sus antiguos territorios.

## Demografía
| Gráfica de evolución demográfica de Le Pin entre 1800 y 2019 |
|                                                              |

Los datos demográficos contemplados en este gráfico de la comuna de Le Pin se han cogido de 1800 a 1999 de la página francesa EHESS/Cassini, y los demás datos de la página del INSEE.